# Arthurs Point
Pour les articles homonymes, voir Arthurs.
Arthurs Point est une banlieue de la ville de Queenstown dans l’Île du Sud de la Nouvelle-Zélande.

## Situation
Elle est située près de Queenstown Hill, et plus particulièrement au pied du pic Bowen, et n’est pas loin du centre de la ville de Queenstown.
Un aspect distinctif du secteur est que la Shotover Jet company assure le fonctionnement de jetboats (en) sur le parcours de la rivière Shotover, qui passe sous le pont Edith Cavell. La banlieue est limitée au nord par le mont Dewar, à l’est par la ville de Dalefield, au sud-est par la chaîne de Queenstown Hill, au sud par la ville de Queenstown et à l’ouest par le mont Ben Lomond (en).

## Toponymie
Arthurs Point fut nommé d’après Thomas Arthur qui, en novembre 1862, découvrit de l’or sur les berges de la rivière Shotover toute proche.

## Chemins
La ville d’Arthurs Point est située sur le trajet du chemin de randonnée nommé moonlight track, un long parcours de marche ou de course, qui donne accès à la chaîne de Ben Lomond (en) et au lac Moke (en).
Le court tunnel du chemin d'Oxenbridge peut aussi être atteint à partir du pont Edith Cavell et présente certains des éléments de l’histoire des mines du secteur.